# Bol'shesosnovsky (huyện)
Huyện Bol'shesosnovsky (tiếng Nga: ? райо́н) là một huyện hành chính tự quản (raion), của Vùng Perm, Nga. Huyện có diện tích 2180 km². Trung tâm của huyện đóng ở Bolshaya Sosnova.